# Strix uralensis

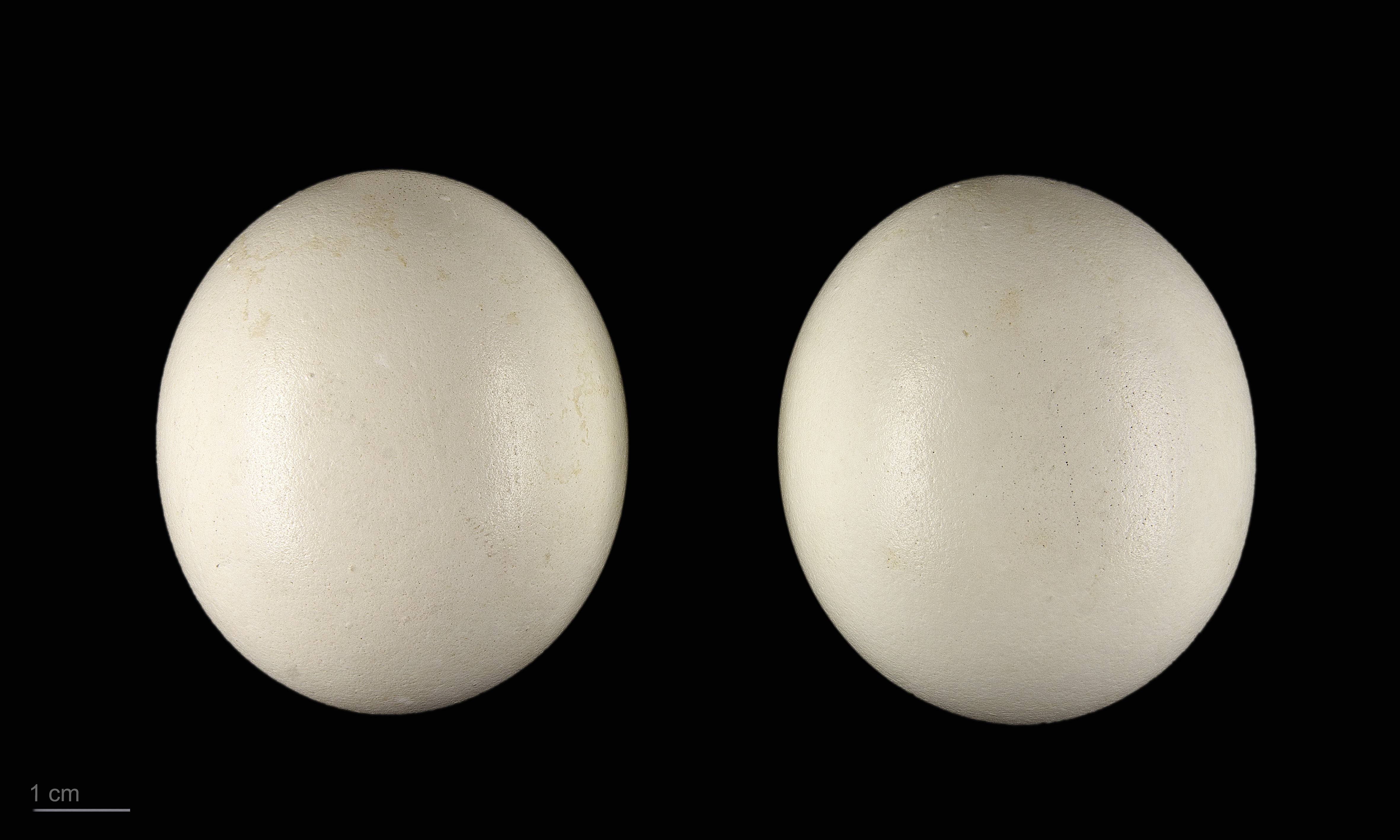
Strix uralensis uralensis

Strix uralensis là một loài chim trong họ Strigidae.